# Dumbría
Dumbría ist eine spanische Gemeinde in der Autonomen Gemeinschaft Galicien. Dumbría ist auch eine Stadt und eine Parroquia sowie der Verwaltungssitz der gleichnamigen Gemeinde. Die 2.776 Einwohner (Stand: 2024), leben auf einer Fläche von 125,19 km², 84 km von der Provinzhauptstadt A Coruña entfernt.

## Bevölkerungsentwicklung der Gemeinde
Quelle: INE-Archiv – grafische Aufarbeitung für Wikipedia

## Gemeindegliederung
Die Gemeinde Dumbría ist in sieben Parroquias gegliedert:
| Parroquias | Patrozinium | Einwohner 2024 | Fläche km² | Dichte Einw./km² | Höhe msnm | Ortskennzahl |
| ---------- | ----------- | -------------- | ---------- | ---------------- | --------- | ------------ |
| Berdeogas  | Santiago    | 408            | 18,90      | 22               | 210.68    | 15034010000  |
| Buxantes   | San Pedro   | 512            | 30,93      | 17               | 191       | 15034020000  |
| Dumbría    | Santa Baia  | 443            | 22,13      | 20               | 200       | 15034030000  |
| O Ézaro    | Santa Uxía  | 591            | 11,70      | 51               | 20        | 15034040000  |
| Olveira    | San Martiño | 524            | 23,10      | 23               | 289       | 15034050000  |
| Olveiroa   | Santiago    | 135            | 5,14       | 26               | 267       | 15034060000  |
| Salgueiros | San Mamede  | 243            | 12,87      | 19               | 75        | 15034070000  |

## Wirtschaft
| Ackerbau, Viehzucht und Fischerei                                                  | 129 | 014,08 |
| Industrie                                                                          | 152 | 016,59 |
| Bauwirtschaft                                                                      | 152 | 016,59 |
| Dienstleistungsbetriebe                                                            | 483 | 052,73 |
| Total                                                                              | 916 | 100,00 |
| * Daten aus dem Statistischen Amt für Wirtschaftliche Entwicklung in Galicien, IGE |     |        |